# 충북일보
충북일보는 지역 신문사이다.

## 연혁
- 2003년 2월 21일 창간.